# SŽ serija 813/814
SŽ serija 813/814 je serija dvočlenih dizelskih potniških garnitur Slovenskih železnic, izdelanih med letoma 1973 in 1976. Garnitura sestoji iz motornega člena, označenega kot 813, in prikolice, označene kot 814. Vozijo po slovenskih neelektrificiranih progah, kot so Jesenice–Nova Gorica–Sežana, Celje–Velenje, Grobelno–Rogatec, Stranje–Imeno in Maribor–Prevalje, medtem ko jih je na dolenjski in kamniški progi že v prejšnjem stoletju zamenjala serija 713/715.

## Zgodovina
46 garnitur je za tedanje Jugoslovanske železnice izdelala italijanska tovarna FIAT v sodelovanju s TVT Boris Kidrič Maribor.
Zaradi resne dotrajanosti karoserij nekaterih garnitur so jih po letu 1988 začeli zamenjevati s prirejenimi karoserijami serije 713/715 in preštevilčevati v podserijo 813/814-1xx. Od leta 2011 na garniturah te podserije spet izvajajo prenove, v okviru katerih se med drugim vgrajujejo klimatske naprave in se posodablja notranjost.
- Garnitura SŽ 813/814-0xx z izvirno karoserijo
- Notranjost garniture podserije 1xx
- Prenovljena notranjost garniture podserije 1xx